# Forest-Montiers
 Forest-Montiers  es una población y comuna francesa, en la región de Picardía, departamento de Somme, en el distrito de Abbeville y cantón de Nouvion.

## Demografía
| 379 | 394 | 372 | 347 | 336 | 374 |
| Para los censos de 1962 a 1999 la población legal corresponde a la población sin duplicidades (Fuente: INSEE [Consultar]) |     |     |     |     |     |